# Aurelio Nuño Morales
Aurelio Nuño Morales (Ciudad de México, 1949 - Ciudad de México, 22 de abril de 2022) fue un arquitecto mexicano.

## Biografía
Nuño estudió en la Facultad de Arquitectura y Urbanismo de la Universidad Iberoamericana de 1967 a 1972. Trabajó junto a Rodolfo Barragán Schwarz y Carlos Mijares Bracho. Desde 1984 trabajó con Carlos Mac Gregor Ancinola, Clara de Buen Richkarday y Francis Sáenz en su despacho de arquitectura Nuño, Mac Gregor y de Buen Arquitectos S. C., firma que fue múltiplemente premiada por sus conceptos de diseño. En 1985 recibió el Premio Nacional de Arquitectura durante el aniversario número ochenta de la Sociedad de Arquitectos Mexicanos.
De 1988 a 2002, realizó varios proyectos para el Colegio Alemán Alexander von Humboldt en Lomas Verdes, y varias estaciones del Metro en la Ciudad de México. Junto con Teodoro González de León y J. Francisco Serrano Cacho diseñó el Parque Tomás Garrido Canabal en Villahermosa, Tabasco (1983-85). También logró reconocimiento por su diseño del Poliforum León, por lo que obtuvo una de las tres menciones honoríficas en la VII Bienal de Arquitectura Mexicana de 2002, y fue mencionado en la monografía Lo mejor del siglo XXI: Arquitectura Mexicana 2001-2004 de la revista Arquine.
Las otras dos menciones honoríficas fueron por el diseño de una casa de huéspedes en Tlalpan y por el diseño de la casa de la tercera edad de la Asociación de Ayuda Social de la Comunidad Alemana. Fue miembro del Sistema Nacional de Creadores de Arte, miembro de número de la Academia Mexicana de Arquitectura, así como miembro de la comisión asesora del Fondo Nacional para la Cultura y las Artes para la arquitectura.
Casado con Clara Mayer. El matrimonio tenía cuatro hijos: el político y funcionario público Aurelio, Isabel, Andrés y Ana.
Falleció el 22 de abril de 2022 a los 73 años.

## Obras notables
- Edificio IBM, Santa Fe, 1995–1997, con Mac Gregor y De Buen
- Estaciones de la línea B del metro, 1994–1997, con Mac Gregor y De Buen
- Estaciones de la línea A del metro, 1986–1991, con Mac Gregor y De Buen
- Biblioteca de la Facultad de Medicina de la Universidad Nacional Autónoma de México, con Mac Gregor y De Buen, 2005–2006
- Museo Maya, Chetumal, con Mac Gregor y De Buen
- Teatro de Chetumal, con Mac Gregor y De Buen
- Museo de Arte e Historia de Guanajuato (MAHG)